# Iramaia
Iramaia là một đô thị thuộc bang Bahia, Brasil. Đô thị này có diện tích 1948,488 km², dân số năm 2007 là 13487 người, mật độ 6,92 người/km².